# Llagarino
El Llagarino (Llagarinu, en dialecto cabreirés) es una montaña española ubicada en el suroeste de provincia de León en la comarca de La Cabrera, en el municipio de Encinedo. Forma parte de la sierra de la Cabrera, en el macizo Galaico-Leonés. Su altitud es de 1688 m.